# 太陽公主號

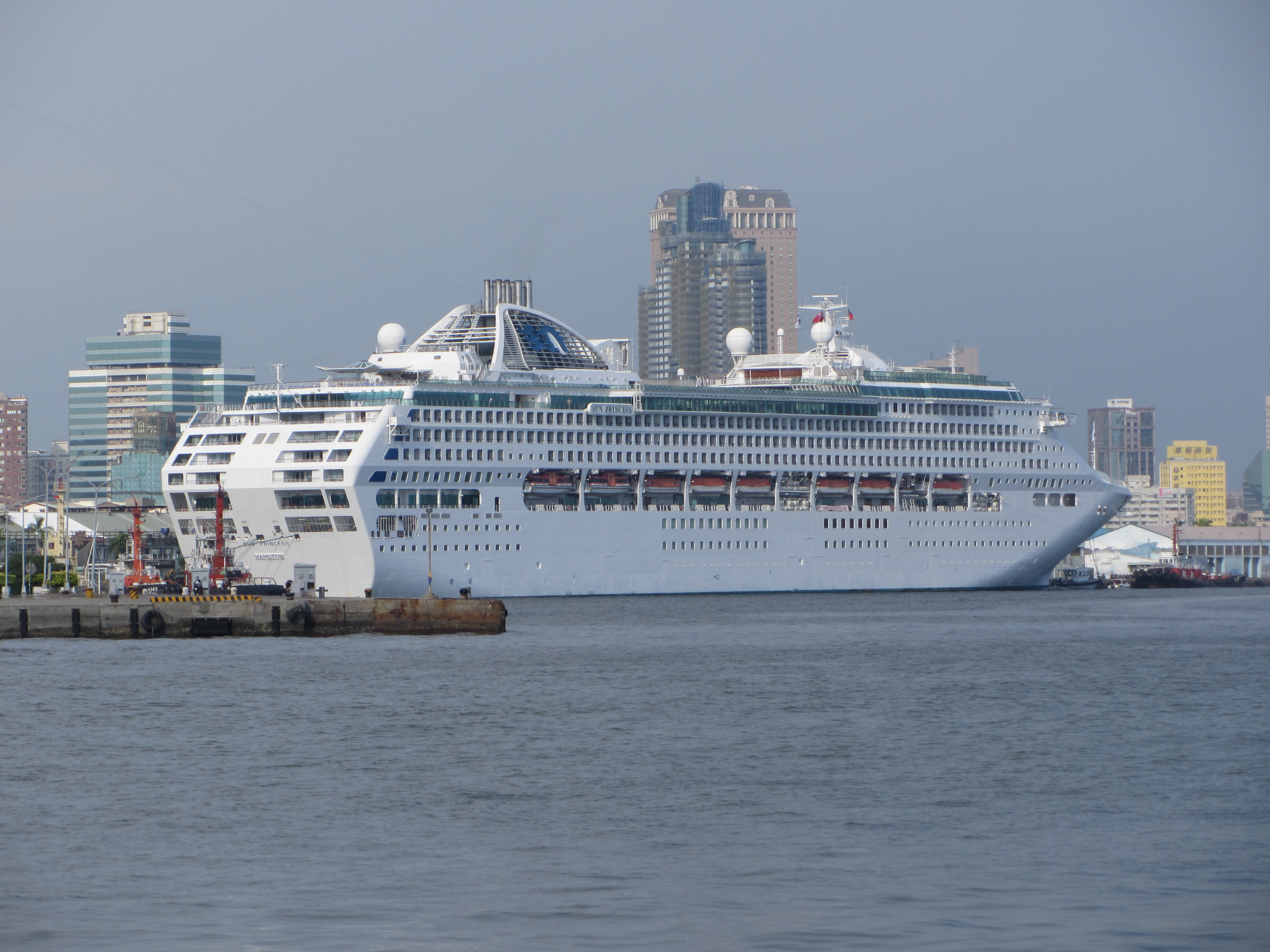
太陽公主號於台灣高雄港

太陽公主號（英語：MS Sun Princess），是公主郵輪旗下首隻太陽級郵輪，由Fincantieri船廠於意大利蒙法爾科內建造；排水量達77,499英噸，載客量1,900人，其同級姊妹船包括黎明公主號、碧海公主號和P&O的海洋號。
此船是美國劇集《The Love Boat: The Next Wave》的拍攝場景。2007年10月成為於悉尼港灣大橋下駛過排水量最大的船隻，垂直空隙只有2.5（8.2英尺）。

## 沿途停靠的港口
自2013年起，太陽公主號專門行走日本環島遊的航線，沿途停泊小樽和神戶基隆港等港口。

## 外部連結
- 官方网站